# El rei elefant
El rei elefant (persa: فیلشاه) és un llargmetratge d'animació iranià del 2017 creat per HonarPooya Animation Company. Aquest és el segon llargmetratge d'animació de la productora després de Shahzade-ye Room. Hamed Jafari va ser-ne el productor, i Hadi Muhammadian, el director. Mohammad Bagher Mofidikia, Ali Ramezan i Hadi Mohammadian van ser membres de l'equip de guió i Sattar Oraki va ser compondre la banda sonora. S'ha doblat i subtitulat al català.
La història gira al voltant de la societat dels elefants en una selva africana. Se suposa que en Xadfant, fill del rei elefant, governarà la societat després del seu pare.
En aquest treball va participar un grup d'artistes de veu iranians. Hi van participar Bahram Zand, Naser Tahmasb, Mirtaher Mazloomi, Shokat Hojjat, Zohre Shokoofande, Hamed Azizi, George Petrosi, Bahman Hashemi, Akbar Manafi i Shayan Shambiati, supervisats per Saeed Sheikhzade.
El rei elefant va ser l'única animació que va participar al Festival Internacional de Cinema de Fajr celebrat a Teheran el febrer de 2018.